# Mariléia dos Santos

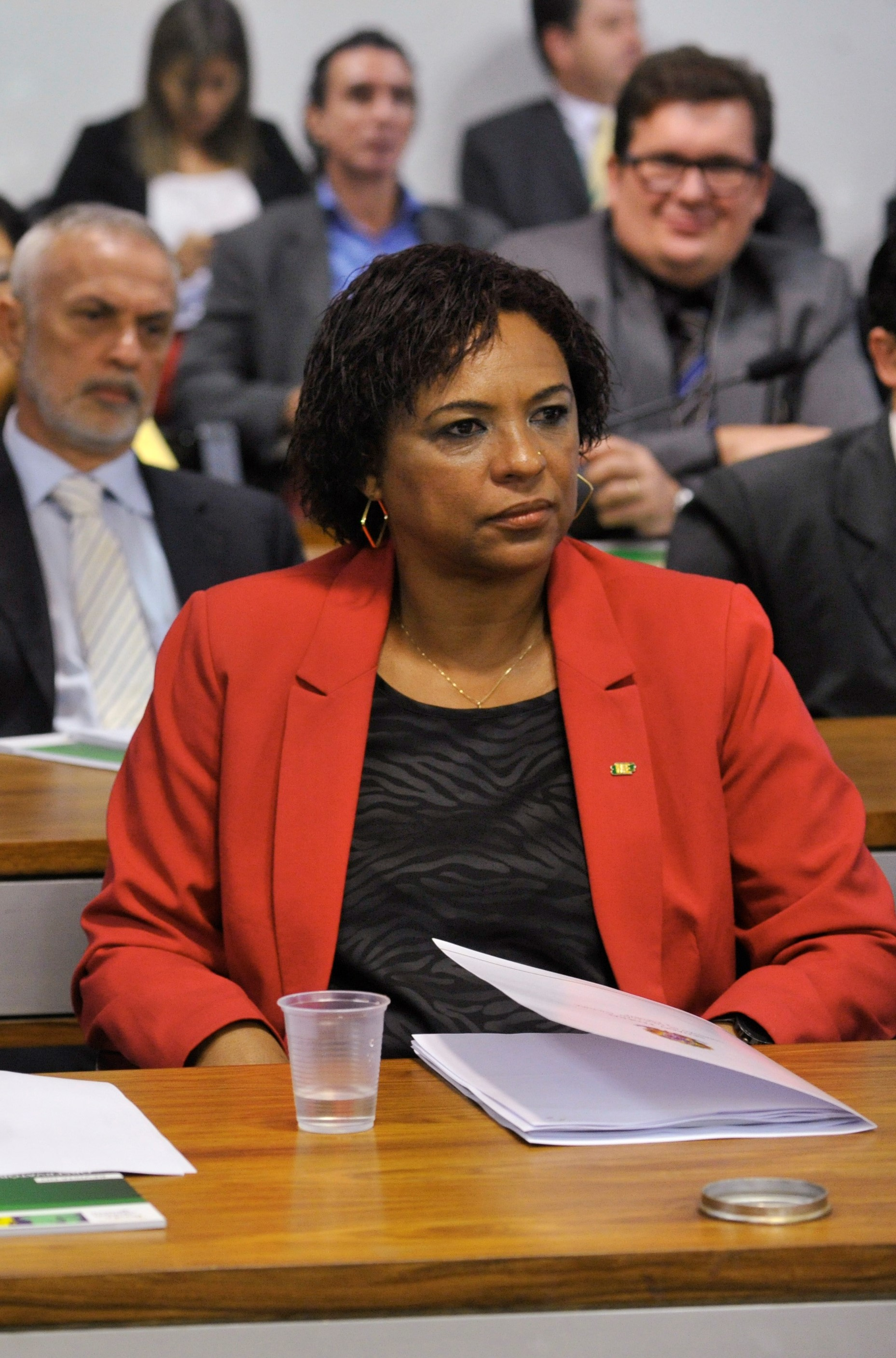
Mariléia dos Santos (Michael Jackson) na CE - Comissão de Educação, Cultura e Esporte do Senado Federal

Mariléia dos Santos, besser bekannt als Michael Jackson (* 19. November 1963 in Valença, Rio de Janeiro, Brasilien) ist eine ehemalige brasilianische Fußballspielerin. Sie spielte zwölf Jahre lang für die Brasilianische Fußballnationalmannschaft der Frauen, nahm an zwei Weltmeisterschaften und an den Olympischen Spielen teil.

## Werdegang
Sie galt als Pelé des Frauenfußballs in den 1980er und 1990er Jahren und sie soll den Weg für den Frauenfußballsport in Brasilien geebnet haben. Zu den Teams, in denen sie spielte, gehören die Frauenmannschaften EC Radar in Rio, Corinthians São Paulo, FC Santos, SC Internacional in Porto Alegre, CR Vasco da Gama, Saad EC in São Caetano do Sul, sowie Turin in Italien. Es wird behauptet, dass sie 1567 Tore in ihrer Karriere erzielt habe. Sie erhielt den dritten Platz von der International Federation of Football History (IFFHS) in der Galerie der besten Spieler des zwanzigsten Jahrhunderts in Südamerika.
Mariléia dos Santos erlebte ihre ersten Erfolge im Jahr 1983 im Alter von 20 Jahren, als ihr Team (Tupy in Santa Catarina) den ersten São-Paulo-Cup des Frauenfußballs gewann. Sie wurde dann von dem legendären Team von Radar geholt, wo sie von 1983 bis 1989 blieb und über 800 Tore erzielte. Im Jahr 1990 wechselte sie nach Saad, dem Team, das sechs Titel in Folge und die Copa São Paulo Mundialito 1995 gewonnen hat. Im gleichen Jahr wechselte sie nach dem Öffnen des internationalen Markt für Talente nach Italien.
Dos Santos lebt derzeit in der Hauptstadt Brasília, ist die General-Koordinatorin des Frauenfußballs und wird in der Gesellschaft der aktuellen Nationalmannschaft, Sportler und Fußball-Kliniken vorgestellt.